# St. Paul (contea di Collin)
St. Paul è un centro abitato degli Stati Uniti d'America, situato nella contea di Collin dello Stato del Texas.

## Geografia fisica
St. Paul è situata a 33°02′30″N 96°32′45″W.
Secondo lo United States Census Bureau, ha un'area totale di 1,6 miglia quadrate (4,2 km²).

## Società

### Evoluzione demografica
Secondo il censimento del 2000, c'erano 630 persone, 223 nuclei familiari e 187 famiglie residenti nella città. La densità di popolazione era di 391,9 persone per miglio quadrato (151,1/km²). C'erano 232 unità abitative a una densità media di 144,3 per miglio quadrato (55,6/km²). La composizione etnica della città era formata dal 93,49% di bianchi, lo 0,63% di afroamericani, lo 0,48% di nativi americani, l'1,27% di asiatici, lo 0,16% di isolani del Pacifico, l'1,43% di altre razze, e il 2,54% di due o più etnie. Ispanici o latinos di qualunque razza erano il 4,13% della popolazione.
C'erano 223 nuclei familiari di cui il 37,7% aveva figli di età inferiore ai 18 anni, il 76,2% erano coppie sposate conviventi, il 2,2% aveva un capofamiglia femmina senza marito, e il 15,7% erano non-famiglie. Il 13,0% di tutti i nuclei familiari erano individuali e il 2,2% aveva componenti con un'età di 65 anni o più che vivevano da soli. Il numero di componenti medio di un nucleo familiare era di 2,83 e quello di una famiglia era di 3,09.
La popolazione era composta dal 26,8% di persone sotto i 18 anni, il 4,6% di persone dai 18 ai 24 anni, il 31,6% di persone dai 25 ai 44 anni, il 26,3% di persone dai 45 ai 64 anni, e il 10,6% di persone di 65 anni o più. L'età media era di 40 anni. Per ogni 100 femmine c'erano 103,9 maschi. Per ogni 100 femmine dai 18 anni in giù, c'erano 103,1 maschi.
Il reddito medio di un nucleo familiare era di 72.500 dollari, e quello di una famiglia era di 73.906 dollari. I maschi avevano un reddito medio di 55.000 dollari contro i 30.875 dollari delle femmine. Il reddito pro capite era di 29.647 dollari. Circa il 5,4% delle famiglie e il 6,1% della popolazione erano sotto la soglia di povertà, incluso il 5,6% di persone sotto i 18 anni e il 10,2% di persone di 65 anni o più.